# 지협 대공세
지협 대공세(핀란드어: Kannaksen suurhyökkäys 칸낙센 수르휘왹캐위스[*]) 또는 소련측 작전명칭 비보르크-페트로자보츠크 공세(러시아어: Выборгско-Петрозаводская операция)는 계속전쟁 후기인 1944년 여름 카리알라 지협 쪽으로 소련 붉은 군대가 수행한 대규모 공세작전이다.
남쪽 유럽 본토의 독일군을 주공으로 상대해야 할 필요가 있었기에 핀란드 전선을 신속하게 종결하고 싶었던 소련군은 핀란드의 의표를 찌른 대공세로 핀란드의 여력을 와해시킬 것을 기대했다. 그 의도대로 핀란드 지도부는 이 공세를 예측하지 못하여 동카리알라와 지협 남부, 비푸리를 모두 내주고 후퇴해야 했다. 하지만 핀란드군은 탈리-이한탈라, 애위래패-부오살미, 비푸리만에서 반격하여 기적적으로 소련군의 공세를 돈좌시키는 데 성공했다("탈리-이한탈라의 기적").
양측 모두 큰 피해를 입었으며, 이 공세가 끝나고 얼마 지나지 않아 핀란드는 독일을 버리고 소련과 단독강화한다.

## 배경
1944년 6월 6일, 서방 연합군이 프랑스 노르망디 해안에 상륙했다. 1943년 테헤란 회담에서 소련의 이오시프 스탈린은 서방의 상륙과 동시에 동부전선에서 공세를 개시할 것을 확약했다. 한편, 핀란드에서는 소련이 서방 연합군보다 먼저 베를린을 점령하려는 “베를린 경주”를 벌일 것이라고 생각하고, 핀란드 전선은 근시일 안에는 공격이 없으리라 예상하고 있었다. 봄이 되자 레닌그라드 일대에 소련군의 움직임이 늘어났다는 첩보가 입수되었지만, 이런저런 이유로 인해 이 정보는 올바르게 해석되지 못했고, 핀란드 방위군대총장 만네르헤임 남작은 소련군의 즉각적인 위협은 없다고 결론내렸다. 후대의 역사학자들은 이 시기에 만네르헤임 남작이 동카리알라를 놓고 향후의 평화회담을 어떻게 진행해야 할지 문제 때문에 골치를 썩이고 있었다고 분석한다. 만네르헤임은 1941년 여름 개전 당시 동카리알라 확보를 핀란드의 전쟁목표로 명시했던 적이 있다. 이런 심리적 스트레스도 오판의 원인으로서 무시할 수 없을 것이다. 동카리알라 점령은 방어선의 길이를 줄이기 위한 것으로 정당화되었고, 싸우지도 않고 동카리알라를 포기하는 것은 받아들이기 힘든 상황이었다. 인구가 부족한 핀란드 입장에서 카리알라 지협의 방어를 강화하기 위해 동카리알라의 병력을 빼는 것은 사실상 동카리알라를 소련에게 다시 넘겨주자는 것과 같았다.

## 병력 배치
당시 핀란드군의 주력은 동카리알라 아우누스에 주둔하고 있었고, 카리알라 지협에 주둔한 병력은 7만 5000명 정도였다. 비교 차원에서 언급하자면 겨울전쟁 당시 카리알라 지협에 배치된 핀란드군은 20만 명이었다. 동카리알라 방면에서는 아우누스의 피시-사리매키-삼마투스 선과 마셀래 지협의 카르후매키-리스테포흐야 선이 구축되었지만, 카리알라 지협의 방어선 구축은 이제 막 시작 단계였다. 소련군의 공세가 시작된 시점에서 카리알라 지협 최전선에 배치된 핀란드군 부대는 제19여단, 제15사단, 제2사단, 제10사단이었다. 한 단계 후방의 밤멜수-타이팔레선(VT선)에 제3사단, 제18사단, 기병여단이 예비대로 배치되어 있었고, 비푸리 근교에 기갑사단이 주둔했다.
그러나 스탈린은 핀란드는 물론이고 서방 연합군도 모르게 핀란드 방면으로의 깜짝 대공세를 오랫동안 주도면밀하게 계획하고 있었다. 스타프카는 핀란드 침공을 위해 레닌그라드 전선군에 병력 45만 명, 야포와 척탄통 1만 문, 전차와 돌격포 800 대를 배치했다. 레닌그라드 전선군의 병력들은 충분한 훈련을 갖추었다. 레닌그라드 해방은 소련에 지대한 정치적 중요성을 가지고 있었을 뿐만 아니라, 핀란드군을 분쇄하면 핀란드만의 해군과 공조가 가능해지고 동카리알라의 후방을 안정시킬 것을 기대할 수 있었다.
소련군의 기습을 전혀 예상하지 못한 핀란드군 총사령부는 6월 3일, 전선에 오래 배치되어 있던 일부 부대들에 휴가를 발급했다. 야포 견인용 트랙터와 우마도 후방 요새화와 농사를 위해 후방으로 빠져 있었다.